# بوبي ريد (لاعب كرة قدم بريطاني)
بوبي ريد (بالإنجليزية: Bobby Reid)‏ (18 نوفمبر 1936 في المملكة المتحدة - 1 يوليو 2000) هو مدرب كرة قدم ولاعب كرة قدم بريطاني في مركز حراسة المرمى. لعب مع دندي يونايتد وريث روفرز وسوانزي سيتي ونادي اربوراث.